# Cầu thủ xuất sắc nhất năm của FIFA
Cầu thủ xuất sắc nhất năm của FIFA là danh hiệu hàng năm của FIFA dành cho nam và nữ cầu thủ bóng đá có nhiều danh hiệu cá nhân lẫn tập thể nhất thế giới trong một năm dương lịch. Giải thưởng này bắt đầu năm 1991 đối với nam và 2001 đối với nữ. Kể từ mùa bóng 2010-2011, giải này được hợp nhất với giải Quả bóng vàng châu Âu thành Quả bóng vàng FIFA. Đến năm 2016, giải thưởng lại được tách ra nhưng với tên mới là FIFA The Best.

## Danh sách nam cầu thủ đoạt giải
| Năm | Hạng | Cầu thủ            | Câu lạc bộ                        |
| --- | ---- | ------------------ | --------------------------------- |
| 1991 | 1st  | Lothar Matthäus    | Inter Milan                       |
| 1991 | 2nd  | Jean-Pierre Papin  | Marseille                         |
| 1991 | 3rd  | Gary Lineker       | Tottenham Hotspur                 |
| 1992 | 1st  | Marco van Basten   | Milan                             |
| 1992 | 2nd  | Hristo Stoichkov   | Barcelona                         |
| 1992 | 3rd  | Thomas Häßler      | Roma                              |
| 1993 | 1st  | Roberto Baggio     | Juventus                          |
| 1993 | 2nd  | Romário            | Barcelona PSV Eindhoven           |
| 1993 | 3rd  | Dennis Bergkamp    | Inter Milan Ajax                  |
| 1994 | 1st  | Romário            | Barcelona                         |
| 1994 | 2nd  | Hristo Stoichkov   | Barcelona                         |
| 1994 | 3rd  | Roberto Baggio     | Juventus                          |
| 1995 | 1st  | George Weah        | Milan Paris Saint-Germain         |
| 1995 | 2nd  | Paolo Maldini      | Milan                             |
| 1995 | 3rd  | Jürgen Klinsmann   | Bayern Munich Tottenham Hotspur   |
| 1996 Chi tiết                                                                                              | 1st  | Ronaldo            | Barcelona PSV Eindhoven           |
| 1996 Chi tiết                                                                                              | 2nd  | George Weah        | Milan                             |
| 1996 Chi tiết                                                                                              | 3rd  | Alan Shearer       | Newcastle United Blackburn Rovers |
| 1997 Chi tiết                                                                                              | 1st  | Ronaldo            | Inter Milan Barcelona             |
| 1997 Chi tiết                                                                                              | 2nd  | Roberto Carlos     | Real Madrid                       |
| 1997 Chi tiết                                                                                              | 3rd  | Dennis Bergkamp    | Arsenal                           |
| 1997 Chi tiết                                                                                              | 3rd  | Zinedine Zidane    | Juventus                          |
| 1998 Chi tiết                                                                                              | 1st  | Zinedine Zidane    | Juventus                          |
| 1998 Chi tiết                                                                                              | 2nd  | Ronaldo            | Inter Milan                       |
| 1998 Chi tiết                                                                                              | 3rd  | Davor Šuker        | Real Madrid                       |
| 1999 Chi tiết                                                                                              | 1st  | Rivaldo            | Barcelona                         |
| 1999 Chi tiết                                                                                              | 2nd  | David Beckham      | Manchester United                 |
| 1999 Chi tiết                                                                                              | 3rd  | Gabriel Batistuta  | Fiorentina                        |
| 2000 Chi tiết                                                                                              | 1st  | Zinedine Zidane    | Juventus                          |
| 2000 Chi tiết                                                                                              | 2nd  | Luís Figo          | Real Madrid Barcelona             |
| 2000 Chi tiết                                                                                              | 3rd  | Rivaldo            | Barcelona                         |
| 2001 Chi tiết                                                                                              | 1st  | Luís Figo          | Real Madrid                       |
| 2001 Chi tiết                                                                                              | 2nd  | David Beckham      | Manchester United                 |
| 2001 Chi tiết                                                                                              | 3rd  | RaúlH              | Real Madrid                       |
| 2002 Chi tiết                                                                                              | 1st  | Ronaldo            | Real Madrid Inter Milan           |
| 2002 Chi tiết                                                                                              | 2nd  | Oliver Kahn        | Bayern Munich                     |
| 2002 Chi tiết                                                                                              | 3rd  | Zinedine Zidane    | Real Madrid                       |
| 2003 Chi tiết                                                                                              | 1st  | Zinedine Zidane    | Real Madrid                       |
| 2003 Chi tiết                                                                                              | 2nd  | Thierry Henry      | Arsenal                           |
| 2003 Chi tiết                                                                                              | 3rd  | Ronaldo            | Real Madrid                       |
| 2004 Chi tiết                                                                                              | 1st  | Ronaldinho         | Barcelona                         |
| 2004 Chi tiết                                                                                              | 2nd  | Thierry Henry      | Arsenal                           |
| 2004 Chi tiết                                                                                              | 3rd  | Andriy Shevchenko  | Milan                             |
| 2005 Chi tiết                                                                                              | 1st  | Ronaldinho         | Barcelona                         |
| 2005 Chi tiết                                                                                              | 2nd  | Frank Lampard      | Chelsea                           |
| 2005 Chi tiết                                                                                              | 3rd  | Samuel Eto'o       | Barcelona                         |
| 2006 Chi tiết                                                                                              | 1st  | Fabio Cannavaro    | Real Madrid Juventus              |
| 2006 Chi tiết                                                                                              | 2nd  | Zinedine Zidane    | Real Madrid                       |
| 2006 Chi tiết                                                                                              | 3rd  | Ronaldinho         | Barcelona                         |
| 2007 Chi tiết                                                                                              | 1st  | Kaká               | Milan                             |
| 2007 Chi tiết                                                                                              | 2nd  | Lionel Messi       | Barcelona                         |
| 2007 Chi tiết                                                                                              | 3rd  | Cristiano Ronaldo  | Manchester United                 |
| 2008 Chi tiết                                                                                              | 1st  | Cristiano Ronaldo  | Manchester United                 |
| 2008 Chi tiết                                                                                              | 2nd  | Lionel Messi       | Barcelona                         |
| 2008 Chi tiết                                                                                              | 3rd  | Fernando Torres    | Liverpool                         |
| 2009 Chi tiết                                                                                              | 1st  | Lionel Messi       | Barcelona                         |
| 2009 Chi tiết                                                                                              | 2nd  | Cristiano Ronaldo  | Manchester United                 |
| 2009 Chi tiết                                                                                              | 3rd  | Xavi               | Barcelona                         |
| Trong giai đoạn 2010-2015, giải này được hợp nhất với giải Quả bóng vàng châu Âu thành Quả bóng vàng FIFA. |      |                    |                                   |
| 2016 | 1st  | Cristiano Ronaldo  | Real Madrid                       |
| 2016 | 2nd  | Lionel Messi       | Barcelona                         |
| 2016 | 3rd  | Antoine Griezmann  | Atlético Madrid                   |
| 2017 | 1st  | Cristiano Ronaldo  | Real Madrid                       |
| 2017 | 2nd  | Lionel Messi       | Barcelona                         |
| 2017 | 3rd  | Neymar             | PSG                               |
| 2018 | 1st  | Luka Modrić        | Real Madrid C.F.                  |
| 2018 | 2nd  | Cristiano Ronaldo  | Real Madrid Juventus              |
| 2018 | 3rd  | Mohamed Salah      | Liverpool                         |
| 2019 | 1st  | Lionel Messi       | Barcelona                         |
| 2019 | 2nd  | Virgil van Dijk    | Liverpool                         |
| 2019 | 3rd  | Cristiano Ronaldo  | Juventus                          |
| 2020 | 1st  | Robert Lewandowski | Bayern München                    |
| 2020 | 2nd  | Cristiano Ronaldo  | Juventus                          |
| 2020 | 3rd  | Lionel Messi       | Barcelona                         |
| 2021 | 1st  | Robert Lewandowski | Bayern München                    |
| 2021 | 2nd  | Lionel Messi       | Barcelona PSG                     |
| 2021 | 3rd  | Mohamed Salah      | Liverpool                         |
| 2022 | 1st  | Lionel Messi       | PSG                               |
| 2022 | 2nd  | Kylian Mbappé      | PSG                               |
| 2022 | 3rd  | Karim Benzema      | Real Madrid C.F.                  |

| #  | Cầu thủ            | Hạng 1 | Hạng 2 | Hạng 3 |
| -- | ------------------ | ------ | ------ | ------ |
| 1  | Lionel Messi       | 7      | 5      | 1      |
| 2  | Cristiano Ronaldo  | 5      | 6      | 2      |
| 3  | Zidane             | 3      | 1      | 2      |
| 4  | Ronaldo            | 3      | 1      | 1      |
| 5  | Ronaldinho         | 2      | 0      | 1      |
| 6  | Robert Lewandowski | 2      | 0      | 0      |
| 7  | Luís Figo          | 1      | 1      | 0      |
| 7  | Romário            | 1      | 1      | 0      |
| 7  | George Weah        | 1      | 1      | 0      |
| 10 | Rivaldo            | 1      | 0      | 1      |
| 10 | Roberto Baggio     | 1      | 0      | 1      |
| 12 | Kaká               | 1      | 0      | 0      |
| 12 | Fabio Cannavaro    | 1      | 0      | 0      |
| 12 | Marco van Basten   | 1      | 0      | 0      |
| 12 | Lothar Matthäus    | 1      | 0      | 0      |
| 12 | Luka Modrić        | 1      | 0      | 0      |
| 17 | Thierry Henry      | 0      | 2      | 0      |
| 17 | David Beckham      | 0      | 2      | 0      |
| 17 | Hristo Stoichkov   | 0      | 2      | 0      |
| 20 | Andrés Iniesta     | 0      | 1      | 1      |
| 21 | Frank Lampard      | 0      | 1      | 0      |
| 21 | Oliver Kahn        | 0      | 1      | 0      |
| 21 | Roberto Carlos     | 0      | 1      | 0      |
| 21 | Paolo Maldini      | 0      | 1      | 0      |
| 21 | Jean-Pierre Papin  | 0      | 1      | 0      |
| 21 | Virgil van Dijk    | 0      | 1      | 0      |
| 27 | Xavi               | 0      | 0      | 3      |
| 28 | Dennis Bergkamp    | 0      | 0      | 2      |
| 28 | Mohamed Salah      | 0      | 0      | 2      |
| 28 | Neymar             | 0      | 0      | 2      |
| 31 | Fernando Torres    | 0      | 0      | 1      |
| 31 | Samuel Eto'o       | 0      | 0      | 1      |
| 31 | Andriy Shevchenko  | 0      | 0      | 1      |
| 31 | Raúl González      | 0      | 0      | 1      |
| 31 | Gabriel Batistuta  | 0      | 0      | 1      |
| 31 | Davor Šuker        | 0      | 0      | 1      |
| 31 | Alan Shearer       | 0      | 0      | 1      |
| 31 | Jürgen Klinsmann   | 0      | 0      | 1      |
| 31 | Thomas Häßler      | 0      | 0      | 1      |
| 31 | Gary Lineker       | 0      | 0      | 1      |
| 31 | Antoine Griezmann  | 0      | 0      | 1      |
| 31 | Franck Ribéry      | 0      | 0      | 1      |
| 31 | Manuel Neuer       | 0      | 0      | 1      |

#### Xếp hạng theo quốc gia
Bảng dưới được liệt kê theo quốc tịch của cầu thủ (không phải theo nơi anh ta chơi bóng).
| #  | Quốc gia    | Hạng 1                                             | Hạng 2                                        | Hạng 3                                 |
| -- | ----------- | -------------------------------------------------- | --------------------------------------------- | -------------------------------------- |
| 1  | Brasil      | 8 (1994, 1996, 1997, 1999, 2002, 2004, 2005, 2007) | 3 (1993, 1997, 1998)                          | 5 (2000, 2003, 2006, 2015, 2017)       |
| 2  | Argentina   | 7 (2009, 2010, 2011, 2012, 2015, 2019, 2022)       | 3 (2007, 2008, 2013, 2014, 2021)              | 2 (1999, 2020)                         |
| 3  | Bồ Đào Nha  | 6 (2001, 2008, 2013, 2014, 2016, 2017)             | 7 ( 2000, 2009, 2010, 2011, 2012, 2015, 2018) | 2 (2007, 2019)                         |
| 4  | Pháp        | 3 (1998, 2000, 2003)                               | 4 (1991, 2003, 2004, 2006)                    | 4 (1997*, 2002, 2013, 2016)            |
| 5  | Ý           | 2 (1993, 2006)                                     | 1 (1995)                                      | 1 (1994)                               |
| 6  | Ba Lan      | 2 (2020, 2021)                                     | 0                                             | 0                                      |
| 7  | Đức         | 1 (1991)                                           | 1 (2002)                                      | 3 (1992, 1995, 2014)                   |
| 8  | Hà Lan      | 1 (1992)                                           | 1 (2019)                                      | 2 (1993, 1997*)                        |
| 9  | Liberia     | 1 (1995)                                           | 1 (1996)                                      | 0                                      |
| 10 | Croatia     | 1 (2018)                                           | 0                                             | 1 (1998)                               |
| 11 | Anh         | 0                                                  | 3 (1999, 2001, 2005)                          | 2 (1991, 1996)                         |
| 12 | Bulgaria    | 0                                                  | 2 (1992, 1994)                                | 0                                      |
| 13 | Tây Ban Nha | 0                                                  | 1 (2010)                                      | 6 (2001, 2008, 2009, 2010, 2011, 2012) |
| 14 | Ai Cập      | 0                                                  | 0                                             | 2 (2018, 2021)                         |
| 15 | Ukraina     | 0                                                  | 0                                             | 1 (2004)                               |
| 15 | Cameroon    | 0                                                  | 0                                             | 1 (2005)                               |

* Đồng giải

#### Xếp hạng theo câu lạc bộ
| #  | Câu lạc bộ          | Hạng 1                                                                         | Hạng 2                                                                   | Hạng 3                                             |
| -- | ------------------- | ------------------------------------------------------------------------------ | ------------------------------------------------------------------------ | -------------------------------------------------- |
| 1  | Barcelona           | 12 (1994, 1996*, 1997**, 1999, 2004, 2005, 2009, 2010, 2011, 2012, 2015, 2019) | 11 (1992, 1993*, 1994, 2000**, 2007, 2008, 2010, 2013, 2014, 2016, 2017) | 8 (2000, 2005, 2006, 2009, 2010, 2011, 2012, 2015) |
| 2  | Real Madrid         | 9 (2001, 2002*, 2003, 2006*, 2013, 2014, 2016, 2017, 2018)                     | 8 (1997, 2000*, 2006***, 2009*, 2010, 2011, 2012, 2015)                  | 3 (1998, 2001, 2003)                               |
| 3  | Juventus            | 4 (1993, 1998, 2000, 2006**)                                                   | 1 (2018)                                                                 | 2 (1994, 1997)                                     |
| 4  | AC Milan            | 3 (1992, 1995*, 2007)                                                          | 2 (1995, 1996)                                                           | 1 (2004)                                           |
| 5  | Inter Milan         | 3 (1991, 1997*, 2002**)                                                        | 1 (1998)                                                                 | 1 (1993*)                                          |
| 6  | Manchester United   | 1 (2008)                                                                       | 3 (1999, 2001, 2009**)                                                   | 1 (2007)                                           |
| 7  | Bayern Munich       | 1 (2020)                                                                       | 1 (2002)                                                                 | 3 (1995*, 2013, 2014)                              |
| 8  | PSV Eindhoven       | 1 (1996**)                                                                     | 1 (1993**)                                                               | 0                                                  |
| 9  | Paris Saint-Germain | 1 (1995**)                                                                     | 0                                                                        | 1 (2017)                                           |
| 10 | Arsenal             | 0                                                                              | 2 (2003, 2004)                                                           | 1 (1997)                                           |
| 11 | Liverpool           | 0                                                                              | 1 (2019)                                                                 | 2 (2008, 2018)                                     |
| 12 | Marseille           | 0                                                                              | 1 (1991)                                                                 | 0                                                  |
| 12 | Chelsea             | 0                                                                              | 1 (2005)                                                                 | 0                                                  |
| 14 | Tottenham Hotspur   | 0                                                                              | 0                                                                        | 2 (1991, 1995**)                                   |
| 15 | Roma                | 0                                                                              | 0                                                                        | 1 (1992)                                           |
| 15 | Ajax                | 0                                                                              | 0                                                                        | 1 (1993**)                                         |
| 15 | Blackburn Rovers    | 0                                                                              | 0                                                                        | 1 (1996**)                                         |
| 15 | Newcastle United    | 0                                                                              | 0                                                                        | 1 (1996*)                                          |
| 15 | Fiorentina          | 0                                                                              | 0                                                                        | 1 (1999)                                           |
| 15 | Atlético Madrid     | 0                                                                              | 0                                                                        | 1 (2016)                                           |

*Cầu thủ là thành viên của câu lạc bộ trong nửa cuối năm dương lịch (Lượt đi mùa giải mới - từ tháng 8 đến tháng 12)

**Cầu thủ là thành viên của câu lạc bộ trong nửa đầu năm dương lịch (lượt về của mùa giải - từ tháng 1 đến tháng 5)

***Cầu thủ giải nghệ vào nửa cuối năm dương lịch do đó chỉ là thành viên của câu lạc bộ trong nửa đầu năm dương lịch (lượt về của mùa giải - từ tháng 1 đến tháng 5)

## Danh sách nữ cầu thủ đoạt giải

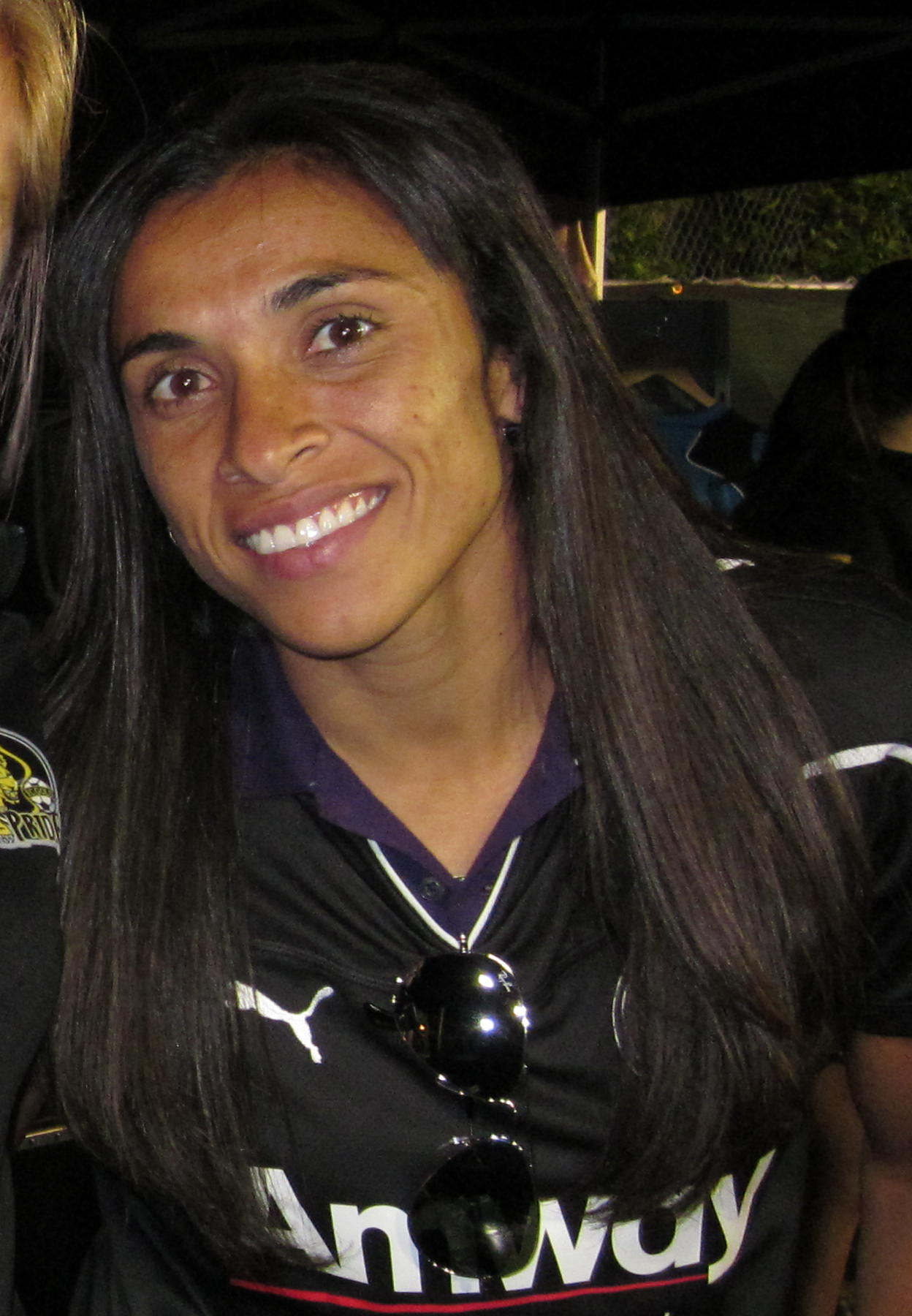
Marta chiến thắng giải nhiều nhất (6 lần) và cũng được đề cử nhiều nhất (13 lần)

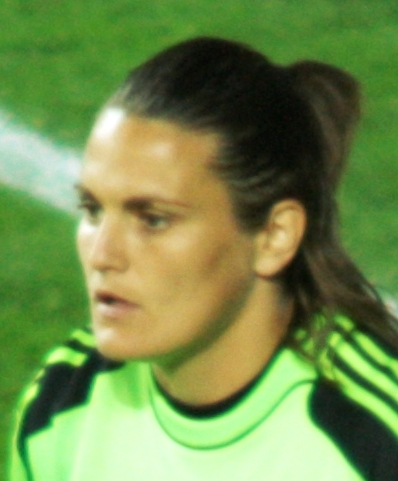
Nadine Angerer là thủ môn đầu tiên giành giải

| Năm  | Thứ nhất        | Thứ nhì           | Thứ ba             |
| ---- | --------------- | ----------------- | ------------------ |
| 2001 | Mia Hamm        | Tiffeny Milbrett  | Tôn Văn            |
| 2002 | Mia Hamm        | Birgit Prinz      | Tôn Văn            |
| 2003 | Birgit Prinz    | Mia Hamm          | Hanna Ljungberg    |
| 2004 | Birgit Prinz    | Mia Hamm          | Marta              |
| 2005 | Birgit Prinz    | Marta             | Shannon Boxx       |
| 2006 | Marta           | Kristine Lilly    | Renate Lingor      |
| 2007 | Marta           | Birgit Prinz      | Cristiane Rozeira  |
| 2008 | Marta           | Birgit Prinz      | Cristiane Rozeira  |
| 2009 | Marta           | Birgit Prinz      | Kelly Smith        |
| 2010 | Marta           | Birgit Prinz      | Fatmire Bajramaj   |
| 2011 | Sawa Homare     | Marta             | Abby Wambach       |
| 2012 | Abby Wambach    | Marta             | Alex Morgan        |
| 2013 | Nadine Angerer  | Abby Wambach      | Marta              |
| 2014 | Nadine Keßler   | Marta             | Abby Wambach       |
| 2015 | Carli Lloyd     | Miyama Aya        | Célia Šašić        |
| 2016 | Carli Lloyd     | Melanie Behringer | Marta              |
| 2017 | Lieke Martens   | Carli Lloyd       | Deyna Castellanos  |
| 2018 | Marta           | Ada Hegerberg     | Dzsenifer Marozsan |
| 2019 | Megan Rapinoe   | Lucy Bronze       | Alex Morgan        |
| 2020 | Lucy Bronze     | Pernille Harder   | Wendie Renard      |
| 2021 | Alexia Putellas | Sam Kerr          | Jennifer Hermoso   |

### Xếp hạng theo cầu thủ
| #  | Cầu thủ           | Hạng 1 | Hạng 2 | Hạng 3 |
| -- | ----------------- | ------ | ------ | ------ |
| 1  | Marta             | 5      | 4      | 2      |
| 2  | Birgit Prinz      | 3      | 5      | 0      |
| 3  | Mia Hamm          | 2      | 2      | 0      |
| 4  | Carli Lloyd       | 2      | 0      | 0      |
| 5  | Abby Wambach      | 1      | 1      | 2      |
| 6  | Sawa Homare       | 1      | 0      | 0      |
| 6  | Nadine Angerer    | 1      | 0      | 0      |
| 6  | Nadine Keßler     | 1      | 0      | 0      |
| 9  | Tiffeny Milbrett  | 0      | 1      | 0      |
| 9  | Kristine Lilly    | 0      | 1      | 0      |
| 11 | Tôn Văn           | 0      | 0      | 2      |
| 11 | Cristiane Rozeira | 0      | 0      | 2      |
| 13 | Kelly Smith       | 0      | 0      | 1      |
| 13 | Shannon Boxx      | 0      | 0      | 1      |
| 13 | Renate Lingor     | 0      | 0      | 1      |
| 13 | Hanna Ljungberg   | 0      | 0      | 1      |
| 13 | Fatmire Alushi    | 0      | 0      | 1      |
| 13 | Alex Morgan       | 0      | 0      | 1      |

### Xếp hạng theo quốc gia
Bảng dưới được liệt kê theo quốc tịch của cầu thủ (không phải theo nơi cầu thủ chơi bóng).
| # | Quốc gia   | Hạng 1                           | Hạng 2                                 | Hạng 3                           |
| - | ---------- | -------------------------------- | -------------------------------------- | -------------------------------- |
| 1 | Đức        | 5 (2003, 2004, 2005, 2013, 2014) | 6 (2002, 2007, 2008, 2009, 2010, 2016) | 2 (2006, 2010)                   |
| 2 | Hoa Kỳ     | 5 (2001, 2002, 2012, 2015, 2016) | 5 (2001, 2003, 2004, 2006, 2013)       | 4 (2005, 2011, 2012, 2014)       |
| 3 | Brasil     | 5 (2006, 2007, 2008, 2009, 2010) | 4 (2005, 2011, 2012, 2014)             | 5 (2004, 2007, 2008, 2013, 2016) |
| 4 | Nhật Bản   | 1 (2011)                         | 1 (2015)                               | 0                                |
| 5 | Trung Quốc | 0                                | 0                                      | 2 (2001, 2002)                   |
| 6 | Anh        | 0                                | 0                                      | 1 (2009)                         |
| 7 | Thụy Điển  | 0                                | 0                                      | 1 (2003)                         |

### Xếp hạng theo câu lạc bộ
| #  | Câu lạc bộ             | Hạng 1                     | Hạng 2                           | Hạng 3         |
| -- | ---------------------- | -------------------------- | -------------------------------- | -------------- |
| 1  | 1. FFC Frankfurt       | 4 (2003, 2004, 2005, 2013) | 5 (2002, 2007, 2008, 2009, 2010) | 1 (2006)       |
| 2  | Umeå IK                | 3 (2006, 2007, 2008)       | 1 (2005)                         | 2 (2003, 2004) |
| 3  | Washington Freedom     | 2 (2001, 2002)             | 2 (2003, 2004)                   | 0              |
| 4  | Santos                 | 2 (2009, 2010)             | 0                                | 0              |
| 5  | VfL Wolfsburg          | 1 (2014)                   | 0                                | 1 (2007)       |
| 6  | INAC Kobe Leonessa     | 1 (2011)                   | 0                                | 0              |
| 6  | FC Gold Pride          | 1 (2010)                   | 0                                | 0              |
| 6  | Los Angeles Sol        | 1 (2009)                   | 0                                | 0              |
| 6  | Brisbane Roar          | 1 (2013)                   | 0                                | 0              |
| 10 | Tyresö FF              | 0                          | 2 (2012, 2014)                   | 1 (2013)       |
| 10 | Western New York Flash | 0                          | 2 (2011, 2013)                   | 1 (2014)       |
| 12 | FC Rosengård           | 0                          | 1 (2014)                         | 0              |
| 12 | KIF Örebro DFF         | 0                          | 1 (2006)                         | 0              |
| 12 | New York Power         | 0                          | 1 (2001)                         | 0              |
| 15 | Atlanta Beat           | 0                          | 0                                | 2 (2001, 2002) |
| 16 | Seattle Sounders Women | 0                          | 0                                | 1 (2012)       |
| 16 | magicJack              | 0                          | 0                                | 1 (2011)       |
| 16 | Turbine Potsdam        | 0                          | 0                                | 1 (2010)       |
| 16 | Boston Breakers        | 0                          | 0                                | 1 (2009)       |
| 16 | Linköping              | 0                          | 0                                | 1 (2008)       |
| 16 | Corinthians            | 0                          | 0                                | 1 (2008)       |
|    | Không CLB chủ quản     | 1 (2012)                   | 0                                | 1 (2005)       |